# Вяґева
Вя́ґева (ест. Vägeva küla) — село в Естонії, у волості Йиґева повіту Йиґевамаа.

## Населення
Чисельність населення на 31 грудня 2011 року становила 38 осіб.